# コザ・ミュージックタウン
コザ・ミュージックタウンは、沖縄県沖縄市上地にある複合商業施設である。
沖縄市中心部にあり、入居するミュージックタウン音市場で音楽ライブや沖縄全島エイサーまつりなどが行われる。
エイサーの歴史や文化を楽しめながら学べる体験型の施設である「エイサー会館」などが入居するほか、飲食店やJAおきなわコザ支店などの公共機関も入っている。

## 周辺
- 国道330号
- 沖縄県道20号線（通称：「空港通り（ゲート通り）」・「くすの木通り」）
- 沖縄市役所
- 沖縄郵便局
- コザ年金事務所
- 琉球銀行コザ支店共同ビル
- 沖縄市立諸見小学校
- 沖縄市立コザ中学校
- 胡屋保育園
- 「中の町」バス停
- 「胡屋」バス停

## アクセス

### 自動車
- 沖縄自動車道：沖縄南ICから約5分
- 那覇空港から約50分

### バス
琉球バス交通
- 21番・新都心具志川線
- 23番・具志川線
- 24番・那覇大謝名線
- 62番・中部線
- 63番・謝苅線
- 75番・石川北谷線
- 90番・知花線
- 110番・長田具志川線
- 112番・国体道路線
- 113番・具志川空港線
- 123番・石川空港線
- 223番・具志川おもろまち線
- 263番・謝苅おもろまち線

沖縄バス
- 27番・屋慶名線
- 77番・名護東線
- 80番・与那城線
- 93番・屋慶名〜イオンモール線
- 127番・屋慶名高速線
- 227番・屋慶名おもろまち線
- 777番・急行バス（屋慶名）線

東陽バス
- 31番・泡瀬西線
- 60番・泡瀬イオンモールライカム線
- 331番・急行バス（久茂地経由）

「中の町」及び「胡屋」バス停下車、徒歩2分

## 放送施設
コミュニティ放送である沖縄ラジオ(エフエムオキラジ)のスタジオ及び送信所が置かれている。なお、送信施設についての詳細は下記に記述する。

### 施設概要
| 周波数 （MHz） | 放送局名 「愛称」               | コールサイン | 空中線電力 | ERP   | 放送対象地域                         | 放送区域内世帯数 | 開局日         |
| -------------- | ------------------------------- | ------------ | ---------- | ----- | ------------------------------------ | ---------------- | -------------- |
| 85.4           | 沖縄ラジオ 「エフエムオキラジ」 | JOZZ0BI-FM   | 20W        | 16.2W | 沖縄市の広範囲と周辺市町村の一部地域 | ※52,084世帯      | 2009年 5月15日 |

- ※印の補足…沖縄市全世帯の83.3%にあたる37,185世帯、うるま市全世帯の26.8%にあたる9,966世帯、嘉手納町全世帯の0.6%にあたる30世帯、北谷町全世帯の23%にあたる2,137世帯、北中城村全世帯の54.3%にあたる2,766世帯が、放送区域内世帯数となる。

### 歴史
- 2008年10月10日 - 設立
- 2009年3月18日 - 予備免許交付[3]
- 2009年5月14日 - 本免許交付[4]
- 2009年5月15日 - 開局